# Franziskischlössl
Das Franziskischlössl ist ein ehemaliger Wehrbau auf dem Kapuzinerberg in der Stadt Salzburg. Der aus dem Jahr 1629 stammende Bau beherbergt seit Mitte des 19. Jahrhunderts eine Gastwirtschaft und steht mit den anderen Befestigungsanlagen auf dem Berg unter Denkmalschutz. Es gehört zum UNESCO-Welterbe Historisches Zentrum der Stadt Salzburg.

## Geschichte
Errichtet wurde das Franziskischlössl von Erzbischof Paris von Lodron 1629 im Dreißigjährigen Krieg, als Salzburg die wohl bestverteidigte Stadt Mitteleuropas war.
Erbaut wurde es als Teil der Wehranlage mit seiner erhaltenen etwa 3 km langen Festungsmauer im Süden und Osten, mit Geschützbastionen im Westen und mit skarpierten (künstlich aufgesteilten) Felsen im Norden samt den dortigen zwei Geschützbasteien (Großer und Kleiner Linzer Kavalier) zur Sicherung des Kapuzinerberges und der Stadt Salzburg. Das Schlösschen diente nach Osten zu (Fürberg) über eine heute weitgehend verfallene Mauer und über den Oberen (heute Aussichtspunkt) und den Unteren Gnigler Kavalier auch zur Sicherung der Talenge und der dortigen Wehranlage (Gnigler Schanze) zum Kühberg hin mit dem Schloss Neuhaus und war so Teil der äußeren Stadtmauer, welche auch den Großteil des Kapuzinerberges mit einschloss.
Das Schlösschen ist dem Heiligen Franziskus gewidmet, „auf dass der Frieden am Berg ewiger als ewig andauern möchte“. Das schmuckvolle schmiedeeiserne Geländer, das heute in den Gastgarten auf der Bastei führt, stammt noch aus der Erbauungszeit.
Das Franziskischlössl war in der Folge nicht nur Wehrbau, sondern wurde in Friedenszeiten auch Jagdschlösschen, letzteres vor allem auch unter Max Gandolf von Kuenburg, der es ausbaute, indem er die Geschützöffnungen vielfach zu größeren Fenstern umgestaltete und das Dach erhöhte. Auch wurde das Schloss nun beheizbar. Nach dem Ende des Fürsterzbistums war die militärische Bedeutung bescheiden. Nach 1816 wurde das Schlösschen (gegen jederzeitigen Widerruf im Kriegsfall) verpachtet. 1848 war das Franziskischlössl nur von einem alten Soldaten bewohnt. Seit 1849 besteht hier, von wenigen Kriegsjahren unterbrochen, ein ständiger Gasthausbetrieb.
Die alte, sehr große, in den Fels gehauene Regenwasserzisterne blieb erhalten, wenn auch ohne ihren steinernen Brunnenrand. Bemerkenswert ist mit seinen nordseitigen Geschützscharten das Kellergeschoß, das im Wesentlichen aus dem massiven Kalkfels herausgebrochen wurde (Der Keller ist nicht allgemein zugänglich). Der einst vor der großen Geschützbastei d. h. im Osten vorhandene äußere Wehrgraben ist heute zugeschüttet. Nur im Westen ist ein kleines Stück des alten Wehrgrabens mit einer Brücke (einst Zugbrücke) erhalten. Der große parkartige Wiesenraum südlich des Schlosses mit seiner weiten Aussicht nach Süden ist nicht erhalten.
Heute ist das Franziskischlössl an sonnigen Tagen ein beliebtes Ausflugsziel, wobei der Weg zum Schloss gerne über den Basteiweg unmittelbar entlang der alten Kapuzinerberg-Wehrmauer genommen wird. Im Jahr 2023 war das Schlössl für die Öffentlichkeit geschlossen, da der Gastronomiebetrieb im Gefolge der Corona-Pandemie aufgegeben wurde. Aktuell (August 2024) ist das Schlössl unter dem Namen „The Castle“ wieder geöffnet.